# کیوکا شیباتا
کیوکا شیباتا (انگلیسی: Kyoka Shibata؛ زادهٔ ۳۰ اوت ۱۹۹۹) بازیگر اهل ژاپن است.